# Seznam nejstarších obyvatel Česka
V tomto seznamu jsou uvedeni nejstarší obyvatelé Česka. Jde o osoby narozené na území dnešní České republiky nebo osoby se státním občanstvím České republiky. Dosud nejstarší ověřenou osobou z České republiky byla Marie Bernátková (1857–1969), která zemřela ve věku 111 let, 194 dnů, a nejstarším známým mužem v České republice byl Josef Flandera (1902–2010), který zemřel ve věku 107 let, 258 dní. Vůbec nejstarším člověkem narozeným na území dnešní České republiky byla Anna Černohorská (1909–2022), která zemřela v Německu ve věku 113 let a 5 dnů, a nejstarším v Čechách narozeným mužem vůbec byl Herbert Kreibich (1910–2019), který zemřel ve Švýcarsku ve věku 108 let a 289 dní.
Existují vědecko-výzkumné organizace, které se zabývají výzkumem nejstarších lidí v zemích a regionech po celém světě, jmenovitě Gerontologická výzkumná skupina (GRG) a Guinnessova kniha rekordů, která deklaruje, kdo je nejstarším žijícím člověkem a nejstarším člověkem v svět v kteroukoli danou dobu. Gerontologická výzkumná skupina navíc potvrzuje a vyhlašuje národní držitele rekordů dlouhověkosti, tedy nejstarší lidi podle zemí vůbec, stejně jako aktuálně nejstarší žijící lidi podle zemí na celém světě. Osoby nebo jejich rodinní příslušníci, kteří tvrdí, že jsou starší 110 let, musí gerontologické výzkumné skupině zaslat e-mailem fotografie rodných listů, oddacích listů a dalších dokumentů za účelem vědeckého ověření věku.

## Nejstarší lidé v historii České republiky (110+)
Seznam osob, které ve své době byly (respektive ještě jsou) nejstaršími doložitelnými občany. Nejde tedy přímo o seznam všech nejstarších osob (média zpravidla informují pouze o nejstarších osobách), ale jde o seznam rekordmanů (lidé z České republiky, kteří žili 110 a více let).
| # | Jméno             | Pohl. | Narození       | Úmrtí              | Věk               | Místo narození                  | Místo smrti                     | #           |
| - | ----------------- | ----- | -------------- | ------------------ | ----------------- | ------------------------------- | ------------------------------- | ----------- |
| 1 | Marie Bernátková  | žena  | 22. října 1857 | 4. května 1969     | 111 let a 194 dní | Čeladná, Moravskoslezský kraj   | Zašová, Zlínský kraj            | [ 4 ]       |
| 2 | Emílie Doležalová | žena  | 7. června 1894 | 17. listopadu 2004 | 110 let a 153 dní | Ochoz u Brna, Jihomoravský kraj | Ochoz u Brna, Jihomoravský kraj | [ 5 ] [ 6 ] |
| 3 | Marie Behenská    | žena  | 2. dubna 1905  | 20. května 2015    | 110 let a 48 dní  | Blatná, Jihočeský kraj          | Plzeň, Plzeňský kraj            | [ 7 ] [ 8 ] |

## Nejstarší čeští emigranti vůbec (110+)
Seznam osob, kteří se narodili na území současné České republiky, ale během svého života emigrovali do jiné země, kde zůstali až do konce života, a v době své smrti jim bylo 110 a více let.
| # | Jméno                   | Pohl. | Narození           | Úmrtí              | Věk               | Místo narození                 | Místo smrti                                | #             |
| - | ----------------------- | ----- | ------------------ | ------------------ | ----------------- | ------------------------------ | ------------------------------------------ | ------------- |
| 1 | Anna Černohorská        | žena  | 13. září 1909      | 18. září 2022      | 113 let a 5 dní   | Malešov, Ústecký kraj          | Budyšín, Německo                           | [ 9 ] [ 10 ]  |
| 2 | Marie Míková            | žena  | 23. května 1882    | 17. listopadu 1994 | 112 let a 178 dní | Chýnov, Jihočeský kraj         | Vídeň, Rakousko                            | [ 11 ]        |
| 3 | Edith Kaufmanová        | žena  | 12. prosince 1903  | 7. října 2015      | 111 let a 299 dní | Děčín, Ústecký kraj            | Londýn, Spojené království                 | [ 12 ]        |
| 4 | Anna Štěpánová          | žena  | 25. března 1892    | 3. srpna 2003      | 111 let a 131 dní | Starý Rybník, Karlovarský kraj | Neumarkt in der Oberpfalz, Německo         | [ 13 ]        |
| 5 | Gisela Lamm de Altschul | žena  | 16. dubna 1878     | 13. června 1989    | 111 let a 58 dní  | Boskovice, Jihomoravský kraj   | Buenos Aires, Argentina                    | [ 14 ] [ 15 ] |
| 6 | Aloysia Tilscher        | žena  | 9. prosince 1893   | 8. listopadu 2004  | 110 let a 335 dní | Morava                         | Norimberk, Německo                         | [ 16 ]        |
| 7 | Alice Herzová-Sommerová | žena  | 26. listopadu 1903 | 23. února 2014     | 110 let a 89 dní  | Praha                          | Londýn, Spojené království                 | [ 17 ] [ 18 ] |
| 8 | Anna Rohlingová         | žena  | 12. července 1875  | 15. srpna 1985     | 110 let a 34 dní  | Mladá Vožice, Jihočeský kraj   | Ramsey (Minnesota), Spojené státy americké | [ 19 ]        |
| 9 | Franziska Maierová      | žena  | 23. dubna 1898     | 20. května 2008    | 110 let a 27 dní  | Čechy                          | Německo                                    | [ 20 ]        |

## Nejstarší lidé žijící na území ČR chronologicky
| Od                 | Do                 | Jméno                  | Pohl. | Věk     | Doba života                                              |
| ------------------ | ------------------ | ---------------------- | ----- | ------- | -------------------------------------------------------- |
| –                  | 17. listopadu 2004 | Emílie Doležalová      | žena  | 106–110 | 7. června 1894 – 17. listopadu 2004 110 let a 163 dní    |
| 17. listopadu 2004 | 5. února 2005      | Marie Beránková        | žena  | 107–108 | 10. ledna 1897 – 5. února 2005 108 let a 26 dní          |
| 5. února 2005      | 31. prosince 2005  | Františka Novotná      | žena  | 107–108 | 19. září 1897 – 31. prosince 2005 108 let a 103 dní      |
| 31. prosince 2005  | 1. července 2008   | Marie Kráslová         | žena  | 107–109 | 13. listopadu 1898 – 1. července 2008 109 let a 231 dní  |
| 1. července 2008   | 30. prosince 2008  | Marta Pokorná          | žena  | 107–108 | 8. července 1900 – 30. prosince 2008 108 let a 175 dní   |
| 30. prosince 2008  | 6. března 2010     | Josef Flandera         | muž   | 106–107 | 21. června 1902 – 6. března 2010 107 let a 258 dní       |
| 6. března 2010     | 5. října 2010      | Juliana Vašíčková      | žena  | 106–107 | 8. května 1903 – 5. října 2010 107 let a 150 dní         |
| 5. října 2010      | 26. ledna 2011     | Marie Smejkalová       | žena  | 107     | 12. září 1903 – 26. ledna 2011 107 let a 136 dní         |
| 26. ledna 2011     | 8. února 2011      | Františka Kožnarová    | žena  | 107     | 25. září 1903 – 8. února 2011 107 let a 136 dní          |
| 8. února 2011      | 22. července 2011  | Marie Třešňáková       | žena  | 107     | 29. listopadu 1903 – 22. července 2011 107 let a 235 dní |
| 22. července 2011  | 22. listopadu 2013 | Evangelia Čarasová     | žena  | 107–109 | 15. února 1904 – 22. listopadu 2013 109 let a 280 dní    |
| 22. listopadu 2013 | 7. ledna 2015      | Vlastimila Češková     | žena  | 108–109 | 2. března 1905 – 7. ledna 2015 109 let a 311 dní         |
| 7. ledna 2015      | 20. května 2015    | Marie Behenská         | žena  | 109–110 | 2. dubna 1905 – 20. května 2015 110 let a 48 dní         |
| 20. května 2015    | 19. června 2016    | Bedřiška Köhlerová     | žena  | 107–108 | 1. července 1907 – 19. června 2016 108 let a 354 dní     |
| 19. června 2016    | ?. dubna 2017      | neznámá                | žena  | 107–108 | ?. května 1908 – ?. dubna 2017 108 let a 335+ dní        |
| ?. dubna 2017      | 20. ledna 2019     | Květoslava Hranošová   | žena  | 107–108 | 26. ledna 1910 – 20. ledna 2019 108 let a 359 dní        |
| 20. ledna 2019     | 26. srpna 2019     | Marie Schwarzová       | žena  | 108–109 | 30. ledna 1910 – 26. srpna 2019 109 let a 208 dní        |
| 26. srpna 2019     | 8. prosince 2019   | Magdalena Kytnerová    | žena  | 108     | 17. března 1911 – 8. prosince 2019 108 let a 266 dní     |
| 8. prosince 2019   | 6. prosince 2020   | Marie Holíková         | žena  | 108–109 | 15. července 1911 – 6. prosince 2020 109 let a 144 dní   |
| 6. prosince 2020   | ?. října 2021      | Anna Koudelková        | žena  | 108–109 | 11. června 1912 – ?. října 2021 109 let a 129+ dní       |
| ?. října 2021      | 26. srpna 2022     | Lidmila Junková        | žena  | 108–109 | 25. února 1913 – 26. srpna 2022 109 let a 182 dní        |
| 26. srpna 2022     | 13. března 2023    | Zdenka Kašparová       | žena  | 109     | 3. dubna 1913 – 13. března 2023 109 let a 344 dní        |
| 13. března 2023    | 1. září 2023       | Bedřiška Adamičková    | žena  | 109     | 6. října 1913 – 1. září 2023 109 let a 330 dní           |
| 1. září 2023       | 8. července 2024   | Filomena Kolomazníková | žena  | 107     | 4. srpna 1916 – 8. července 2024 107 let a 339 dní       |
| 8. července 2024   |                    | Blažena Strachotová    | žena  | 107–108 | 9. února 1917 – 108 let a 104 dní                        |

## Nejstarší muži žijící na území ČR chronologicky
| Od                | Do                | Jméno            | Věk     | Doba života                                           |
| ----------------- | ----------------- | ---------------- | ------- | ----------------------------------------------------- |
| –                 | 9. srpna 2003     | Alois Vocásek    | 104–107 | 13. dubna 1896 – 9. srpna 2004 107 let a 118 dní      |
| 9. srpna 2003     | 4. května 2007    | Stanislav Večera | 103–106 | 6. listopadu 1900 – 4. května 2007 106 let a 153 dní  |
| 4. května 2007    | 2. června 2007    | Dušan Kalok      | 106     | 16. prosince 1900 – 2. června 2007 106 let a 168 dní  |
| 2. června 2007    | 6. března 2010    | Josef Flandera   | 104–107 | 21. června 1902 – 6. března 2010 107 let a 258 dní    |
| 6. března 2010    | 26. ledna 2011    | Gabriel Miksa    | 105–106 | 8. září 1904 – 26. ledna 2011 106 let a 140 dní       |
| 26. ledna 2011    | 4. srpna 2013     | Karel Kašpárek   | 105–107 | 21. prosince 1905 – 4. srpna 2013 107 let a 226 dní   |
| 4. srpna 2013     | 14. srpna 2013    | Jan Nitka        | 106     | 22. listopadu 1906 – 14. srpna 2013 106 let a 265 dní |
| 14. srpna 2013    | 28. května 2015   | Stanislav Spáčil | 105–107 | 24. dubna 1908 – 28. května 2015 107 let a 34 dní     |
| 28. května 2015   | 26. června 2016   | Martin Kahún     | 105–106 | 11. září 1909 – 26. června 2016 106 let a 284 dní     |
| 26. června 2016   | 14. ledna 2017    | Čeněk Petřík     | 105–106 | 23. října 1910 – 14. ledna 2017 106 let a 83 dní      |
| 14. ledna 2017    | 29. prosince 2017 | Jiří Vysoudil    | 104–105 | 8. srpna 1912 – 29. prosince 2017 105 let a 143 dní   |
| 29. prosince 2017 | ?. března 2019    | neznámý          | 104–106 | ?. února 1913 – ?. března 2019 106 let a 15+ dní      |
| ?. března 2019    | ?. června 2021    | neznámý          | 105–107 | ?. února 1914 – ?. června 2021 107 let a 115+ dní     |
| ?. června 2021    | 25. června 2021   | Jan Gomola       | 105     | 20. března 1916 – 25. června 2021 105 let a 97 dní    |
| 25. června 2021   | 22. ledna 2022    | Eduard Marek     | 104     | 17. března 1917 – 22. ledna 2022 104 let a 311 dní    |
| 22. ledna 2022    | 6. února 2022     | Karel Laváček    | 104     | 10. ledna 1918 – 6. února 2022 104 let a 27 dní       |
| 6. února 2022     | 4. čtvrtletí 2024 | neznámý          | 103–106 | 1. čtvrtletí 1918 – 4. čtvrtletí 2024 106 let+        |
| 4. čtvrtletí 2024 |                   | Antonín Šlenc    | 105*    | 28. září 1919 – 105 let a 238 dní+                    |

## Poslední lidé podle generace

### Ztracená generace
Do této sociální generace patřili lidé, kteří se narodili v letech 1883 až 1900.
- Poslední žijící českou ženou ztracené generace byla Marta Pokorná (1900–2008).
- Posledním žijícím českým mužem ztracené generace byl Dušan Kalok (1900–2007).

### Největší generace
Do této sociální generace patří lidé, kteří se narodili v letech 1901 až 1927. Podle statistik ČSÚ žilo k 31. 12. 2024 v Česku 4 875 mužů a žen narozených do roku 1927.